# Europamesterskaberne i amatørboksning 1942
Europamesterskaberne i amatørboksning 1942 (Krigsmesterskabet) blev afviklet den 20. til den 25. december 1942 i den dengang tyske by Breslau. Der deltog 97 boksere fra 11 lande. AIBA annullerede resultaterne efter 2. verdenskrig, fordi Tysklands modstandere ikke deltog.
Fra Danmark deltog sværvægteren Carl Nielsen og letsværvægteren Svend Aage Christensen. Svend Aage Christensen vandt guld, hvorimod Carl Nielsen ikke vandt medalje.

## Medaljevindere
| Event                 | Guld                           | Sølv                      | Bronze                      |
| --------------------- | ------------------------------ | ------------------------- | --------------------------- |
| Fluevægt (– 51 kg)    | Constante Paesani Italien      | Amleto Falcinelli Italien | Mariano Diaz Mendez Spanien |
| Bantamvægt (– 54 kg)  | Arturo Paoletti Italien        | Juan Marti Spanien        | Stig Kreuger Sverige        |
| Fjervægt (– 58 kg)    | Dezső Frigyes Ungarn           | Artur Buettner Tyskland   | Ermano Bonetti Italien      |
| Letvægt (– 62 kg)     | Duilio Bianchini Italien       | Florindo Tiberi Italien   | Heinz Gorczyca Tyskland     |
| Weltervægt (– 67 kg)  | Ferdinand Raeschke Tyskland    | Lajos Szentgyorgy Ungarn  | Börje Wretman Sverige       |
| Mellemvægt (– 73 kg)  | Karl Gustaf Noren Sverige      | Adolf Baumgarten Tyskland | Carl Schmidt Tyskland       |
| Letsværvægt (– 80 kg) | Svend Aage Christensen Danmark | Otto Proffitlich Tyskland | Rudolf Pepper Tyskland      |
| Sværvægt (+ 80 kg)    | Hein ten Hoff Tyskland         | Richard Grupe Tyskland    | Gino Latini Italien         |

## Medaljefordeling
| Placering | Land     | Guld | Sølv | Bronze | Total |
| --------- | -------- | ---- | ---- | ------ | ----- |
| 1         | Italien  | 3    | 2    | 2      | 7     |
| 2         | Tyskland | 2    | 4    | 3      | 9     |
| 3         | Ungarn   | 1    | 1    | 0      | 2     |
| 4         | Sverige  | 1    | 0    | 2      | 3     |
| 5         | Danmark  | 1    | 0    | 0      | 1     |
| 6         | Spanien  | 0    | 1    | 1      | 2     |

## Eksterne links
- European Championships Arkiveret 2. februar 2012 hos  Wayback Machine (engelsk)
- Kontrowersje: Wojenne Mistrzostwa Europy - Breslau 1942 Arkiveret 17. januar 2013 hos  Wayback Machine (polsk)